# رأس بانكوف
رأس بانكوف (بالإنجليزية: Cape Pankof)‏ يقع في جزيرة أونيماك في سلسلة الجزر الأليوتية في ألاسكا.
سماها المستكشف الروسي غافريل ساريتشيف على اسم سيرغي بانكوف في عام 1791.